# Sandra Paños
Sandra Paños García-Villamil (Alicante, 4 novembre 1992) è una calciatrice spagnola, portiere dell'América e della nazionale spagnola.

## Palmarès

### Club

#### Competizioni nazionali
- Campionato spagnolo: 5

Barcellona: 2019-2020, 2020-2021, 2021-2022, 2022-2023, 2023-2024
- Coppa della Regina: 6

Barcellona: 2017, 2018, 2019-2020, 2020-2021, 2021-2022, 2023-2024
- Supercoppa spagnola: 4

Barcellona: 2020, 2022, 2023, 2024

#### Competizioni internazionali
- UEFA Women's Champions League: 3

Barcellona: 2020-2021, 2022-2023, 2023-2024

### Nazionale
- Algarve Cup: 1

2017
- Cyprus Cup: 1

2018

### Individuale
- UEFA Club Football Awards: 1

Miglior portiere: 2020-2021

## Nella cultura di massa
Il 1° novembre 2024 esce in esclusiva Netflix il documentario Se acabó: Diario de las campeonas, a cui Paños prende parte insieme a otto calciatrici della nazionale spagnola campionessa del mondo 2023, oltre a un'altra calciatrice che - come Paños stessa - aveva rifiutato la convocazione al Mondiale, con l'intenzione di denunciare il sistema di maltrattamenti e molestie all'interno della selezione femminile. Ad alzare pubblicamente il polverone, nel 2023, fu il bacio non consensuale dato dall'ex presidente della Federazione calcistica della Spagna Luis Rubiales alla calciatrice Jennifer Hermoso, durante i festeggiamenti del 20 agosto immediatamente successivi alla vittoria del titolo contro l'Inghilterra, oltre a una lettera firmata nei giorni precedenti al ritiro da diverse calciatrici spagnole e finalizzata all'esonero di Jorge Vilda, commissario tecnico ritenuto gravemente incapace.

## Filmografia

### Televisione
- Se acabó: Diario de las campeonas - docufilm (2024)